# La Vicomtesse d'Haussonville
La Vicomtesse d'Haussonville ou Louise, princesse de Broglie, future comtesse d'Haussonville est un portrait peint à l'huile sur toile par Jean-Auguste-Dominique Ingres en 1845, qui représente Louise de Broglie, comtesse d'Haussonville. Œuvre majeure du peintre, il inaugure une série de grands portraits de femmes, précédant ceux de La Baronne James de Rothschild, madame Moitessier, et de la La Princesse de Broglie. Le tableau appartient à The Frick Collection à New York.

## Sujet
Le sujet est Louise de Broglie, comtesse d'Haussonville, de la riche maison de Broglie. La princesse de Broglie, qu'Ingres représente plus tard vers 1851-1853, est mariée au frère de Louise, Albert de Broglie, homme politique monarchiste français, diplomate et écrivain. Très instruite, Louise de Broglie sera plus tard essayiste et biographe ; elle publiera des romances historiques basées sur la vie de Lord Byron, Robert Emmet et Marguerite de Valois.

## Histoire
Le couple rencontre Ingres à la villa Médicis à Rome en juillet 1840, où il admire notamment la Stratonice en cours d'achèvement. Le portrait est commandé par l'époux du modèle, le vicomte Othenin d'Haussonville, en 1842, une des rares commandes de portraits acceptées par Ingres à l'époque. La renommée de ce dernier est à son apogée et il est très demandé en tant que portraitiste. Bien que lucratif, il trouve le format distrayant et inférieur à son principal intérêt, la peinture d'histoire qui, à sa frustration, constitue une source de revenus beaucoup moins lucrative que le portrait. À l'époque, il s'engage à seulement deux portraits, cet ouvrage et La Baronne James de Rothschild.
Louise de Broglie (1818-1882) a 27 ans au moment du portrait. Ingres réalise une esquisse à la craie noire comme dessin préparatoire, et commence une peinture à l'huile sur toile, qui exclut le miroir et les images réfléchies et inverse la pose ; cette version a été abandonnée. Les séances sont longues et lentes, la vicomtesse les trouve ennuyeuses, se plaignant à un moment donné : « depuis neuf jours, Ingres peint sur l'une des mains ». Elle tombe enceinte de son troisième enfant et n'est plus en mesure de poser pendant les longues périodes qu'il exige ; le tableau de 1842 reste inachevé,.
Ingres s'est plaint plus tard qu'il n'était pas satisfait du portrait final de Louise de Broglie dont il n'avait pas réussi à capturer pleinement les charmes. Il est soulagé lorsque le portrait reçoit l'approbation de sa famille, écrivant que « la famille, les amis et surtout le père aimant [le duc de Broglie] en étaient ravis. Enfin, pour couronner l'ouvrage, M. Thiers — et je n'étais pas présent — vint le voir avec le sujet et lui répéta plusieurs fois cette méchante remarque : « Il faut que M Ingres soit amoureux de vous pour vous avoir peinte ainsi ». Mais tout cela ne me rend pas fier, et je n'ai pas l'impression d'avoir transmis toutes les grâces de ce charmant modèle. »
Le tableau appartient aux collections du modèle et de sa descendance pendant quatre-vingts ans, jusqu'en 1926, installé au château de Coppet. Il est exposé publiquement à plusieurs reprises, en 1846, 1855, 1867, 1874 et 1910, et est gravé en 1889 et à nouveau en 1910 ; il est également diffusé sous forme photographiée.
À la suite du décès de Paul-Gabriel d'Haussonville en 1924, ses descendants vendent le tableau pour compenser les droits de succession au marchand d'art Georges Wildenstein auprès duquel il est ensuite acquis par The Frick Collection pour 125 000 $ le 13 janvier 1927 (inventaire 27.1.81),. Il a été presque continuellement exposé au public à New York depuis l'ouverture de la maison d'Henry Clay Frick en tant que musée en 1935. Contrairement à d'autres œuvres acquises directement par Frick, La Comtesse d'Haussonville peut être prêtée et exposée à l'extérieur.
Cinq études préparatoires de ce portrait firent partie de la rétrospective Ingres Petit Palais, présentée au Petit Palais, à Paris, d'octobre 1967 à janvier 1968.

## Description

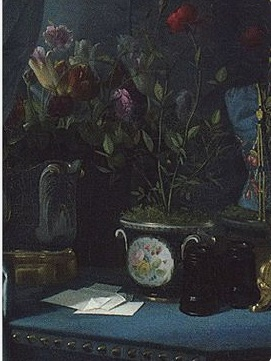
Détail.

La peinture est composée de teintes bleu pâle, gris, marron, or et blanc. Louise de Broglie est montré de face, regardant le spectateur avec une expression sage, dont l'intensité a souvent été comparée au portrait d'Ingres ultérieur de Madame Moitessier assise. Ingres réintroduit la figure centrale reflétée dans un miroir de fond, vue pour la première fois dans son Portrait de Madame de Senonnes de 1814.
Louise de Broglie est représentée dans un intérieur cossu, un boudoir tendu de soie bleu-gris, appuyée sur une cheminée tendue de velours. Certains détails révèlent qu'elle est au retour de l'Opéra, comme les jumelles posées sur la cheminée.
La vicomtesse porte une robe de bal en satin gris-bleu froid, très plissée, peinte de la même teinte que ses yeux. Ses cheveux sont séparés et surmontés d'un ruban cramoisi à l'arrière. La pose des bras, avec l'index de la main gauche levé et placé timidement près de la bouche, et le bras droit sinueux et étiré de façon peu naturelle constituent le motif central de l'œuvre . Le reflet de la main gauche dans le miroir est un autre détail irréaliste. Le critique d'art Robert Rosenblum estime que cette pose est influencée par certaines représentations de la muse Polymnie.
Le manteau de cheminée devant le miroir constitue le support d'une véritable nature morte avec du matériel d'écriture, une jardinière en Sèvres monté, des rafraîchissoirs en porcelaine de Paris, servant de cache-pots et des fleurs ; une pochette est suspendue à la monture d'un vase asiatique ; des cartes de visite évoquent les exigences mondaines ; le châle jaune galonné rappelle celui du Portrait de Madame Duvaucey.
Le portrait est composé d'un camaïeu de bleus réveillé par le rouge des rubans de la coiffure.
L'œuvre finale est signée et datée en bas à gauche.

## Analyse
Ingres pensa à plusieurs reprises sa composition, effectuant plusieurs dessins préparatoires, afin de trouver l'attitude susceptible de conférer relief et caractère au portrait. Il reprit finalement celle de la Stratonice admirée par la vicomtesse lors de sa visite à la villa Médicis en 1840, la main soutenant la tête légèrement inclinée, d'origine antique, celle d'une Pénélope peinte à Pompéi, ou de la statue de la Pudeur.
Le soin apporté au rendu des matières et des jeux de lumière de la robe rappelle l'intérêt d'Ingres, petit-fils de tailleur et mari d'une modiste, pour les étoffes et leurs effets picturaux.
Le cadrage moderne, où le modèle n'est pas tout à fait représenté en pied, a déjà été expérimenté par Ingres dans le Portrait de Ferdinand-Philippe, duc d'Orléans, apportant dynamisme et présence à une effigie isolée. Le visage ovale, légèrement penché, repose un un long cou au porté aristocratique, qui se reflète audacieusement dans le miroir et dont la sensualité se dégage notamment grâce au chignon placé haut. Ingres a utilisé plusieurs fois le procédé du miroir, connu depuis la Renaissance, dans ses portraits féminins, pour donner une certaine matérialité au corps de modèle peint, rivalisant ainsi avec son équivalent sculpté.
Le visage ovale et la carnation porcelaine, mettant en valeur le regard pénétrant, répondent aux canons de l'époque.

## Réception
Le tableau est exposé à l'exposition dite « bazar Bonne-Nouvelle » de 1846 aux côtés de la Grande Odalisque de 1814 et de l'Odalisque à l'esclave de 1842, où les trois œuvres d'Ingres sont saluées par le poète français Charles Baudelaire pour leur « volupté » ; après l'exposition, il décrit Ingres comme le peintre par excellence des femmes et ces portraits comme les plus hautes réalisations de l'artiste.
Cette première exposition parisienne crée « une tempête d'approbation parmi sa famille et ses amis », écrit Ingres à un ami.